# Europska komisija za humanitarnu pomoć i odjel za civilnu zaštitu (ECHO)
Odjel za humanitarnu pomoć i civilnu zaštitu Europske komisije (ECHO), prije poznat pod nazivom Ured za humanitarnu pomoć Europske zajednice, odjel je Europske komisije zadužen za humanitarnu pomoć i civilnu zaštitu u prekomorskim zemljama.
Putem odjela ECHO Europska unija prikupila je tijekom 2013. godine 1,35 milijardi eura hitne pomoći.  Europska unija svake je godine bila najveći davatelj humanitarne pomoći (podaci su dostupni za razdoblje do 2012. godine). Zajedno sa svojim zemljama članicama EU je najveći davatelj humanitarne pomoći na svijetu, pruživši više od 50% ukupne humanitarne pomoći 2009. Projekti koje financira ECHO utječu svake godine na više od 120 milijuna ljudi u 90 zemalja.
Prilikom humanitarnih intervencija ECHO ne provodi vlastite programe pomoći, već financira djelovanja putem mreže koja ima više od 200 partnera (nevladine organizacije, agencije UN-a te međunarodne organizacije kao što je Crveni križ / Crveni polumjesec). Odjel ECHO imao je 2013. godine 44 područna ureda u 39 zemalja, u kojima je radilo 149 međunarodnih stručnjaka za humanitarnu pomoć i 315 lokalnih namještenika. Područni uredi daju ažurnu analizu postojećih i predviđenih potreba određene zemlje ili regije, pridonose razvoju intervencijskih strategija i politike, pružaju tehničku podršku operacijama koje financira odjel ECHO te osiguravaju odgovarajući nadzor tih intervencija i omogućavaju koordinaciju davatelja na terenu.
Osim financiranja programa humanitarne pomoći, ECHO je zadužen i za Mehanizam civilne zaštite Europske unije. Utemeljen 2001. godine, the Mehanizam potiče suradnju između nacionalnih tijela civilne zaštite diljem Europe. Mehanizam trenutno okuplja 31 članicu; sve zemlje članice EU-a te Island, Norvešku i Republiku Makedoniju. Mehanizam je osnovan da bi svojim članicama omogućio pružanje koordinirane pomoći žrtvama prirodnih katastrofa, kao i onih koje je izazvao čovjek, u Europi i drugim zemljama.
Kada je Europskoj uniji 2012. godine dodijeljena Nobelova nagrada za mir, Barrosova komisija primila je novčanu nagradu u njezino ime te je dodijelila novoj inicijativi nazvanoj Djeca mira. Oko 2 milijuna eura ostavljeno je za projekte inicijative Djeca mira u 2013. godini. Taj je iznos 2014. povećan na 4 milijuna eura.

## Povijest
Ured za humanitarnu pomoć Europske zajednice (ECHO) osnovala je druga Delorsova komisija 1992 godine. Ukidanjem Europske zajednice 2009. godine ured je promijenio naziv u Odjel za humanitarnu pomoć Europske komisije ili Europske unije, ali je zadržao kraticu ECHO. 
Izbor novog povjerenika 2010. godine s portfeljem za međunarodnu suradnju, humanitarnu pomoć i krizno djelovanje sukladan je s člancima 214. i 196. Lisabonskog ugovora u kojem humanitarna pomoć i civilna zaštita imaju održivu ulogu. Službeni naziv odjela ECHO sada glasi Opća uprava za humanitarnu pomoć i civilnu zaštitu. U okviru preinake odjela ECHO, jedinica za civilnu zaštitu preselila se iz Opće uprave za okoliš u Opću upravu odjela ECHO. Ta se preinaka smatra korakom prema boljoj suradnji i odlučivanju u području u kojem brzo djelovanje spašava živote. 
Mehanizam civilne zaštite Europske unije pokrenuo je i otvaranje novog Koordinacijskog centra za krizne situacije (ERCC), središta za nadzor katastrofa i poboljšanje pripravnosti i prilagodljivosti zemalja često izloženih katastrofama. Mehanizam civilne zaštite posljednji se put aktivirao za vrijeme nedavnih poplava u Bosni i Hercegovini te Srbiji. [24]

## Mandat i načela
U području humanitarne pomoći ECHO ima zadatak pružiti hitnu pomoć i potporu (u robi i uslugama) žrtvama sukoba te katastrofa izazvanih prirodnim ili ljudskim čimbenicima, koje se nalaze izvan Europske unije. Mandat mehanizma obuhvaća i sprječavanje nesreća te uklanjanje posljedica nakon nesreće.
Europska humanitarna pomoć temelji se na humanitarnim načelima čovječnosti, neutralnosti, nepristranosti te samostalnosti.  Njezino pružanje stoga ovisi o primjeni međunarodnog humanitarnog prava (IHL).
Načelo čovječnosti kaže da se na ljudsku patnju mora uvijek i svugdje reagirati te posebnu pažnju posvetiti najranjivijima.
Načelo neutralnosti nalaže da se prilikom pružanja humanitarne pomoći ne daje prednost nijednoj strani koja sudjeluje u oružanom ili nekom drugom sukobu.
Nepristranost znači da humanitarnu pomoć treba pružati isključivo na temelju potrebe i bez diskriminacije.
Načelo samostalnosti odnosi se na neovisnost humanitarnih ciljeva o političkim, ekonomskim, vojnim i drugim ciljevima.
Na inicijativu povjerenika Louisa Michela Europska komisija usvojila je 2007. godine “Europski konsenzus o humanitarnoj pomoći” kao prvi europski politički priručnik o humanitarnoj pomoći. Nevladine organizacije aktivno su sudjelovale u izradi tog konsenzusa te ga možemo smatrati “najsveobuhvatnijim tekstom i zajedničkim stajalištem koje je najbliže gledištu nevladinih organizacija”. Europski konsenzus iznova potvrđuje humanitarna načela čovječnosti, nepristranosti, neutralnosti i samostalnosti. On također propisuje da „humanitarna pomoć nije alat za upravljanje kriznim situacijama“.
Prvu izmjenu konsenzusa nakon njegovog donošenja ECHO je napravio 2012. godine, ističući potrebu za jačanjem partnerskih odnosa putem kvalitetnog odabira partnera te osiguranjem veće odgovornosti prema građanima i zainteresiranim stranama.
Te iste godine ECHO i drugi davatelji pomoći surađivali su sa Stalnom međuagencijskom komisijom (IASC) u izradi Transformacijskog programa. Utvrdili su načela humanitarnog rukovođenja, odgovornosti i koordinacije radi poboljšanja brzine, djelotvornosti i učinkovitosti humanitarnog djelovanja.  Nadalje, usvojili su civilnu zaštitu kao dio mandata Odjela ECHO radi osiguranja bolje suradnje i zaštite u vrijeme katastrofa između zemalja trećeg svijeta, zemalja regije i međunarodnih organizacija.  

## Zakonodavstvo
Od stupanja na snagu Lisabonskog ugovora humanitarna pomoć Europske unije podliježe članku 214. Ugovora o funkcioniranju Europske unije. Humanitarna pomoć ima zajedničku paralelnu nadležnost: to znači da Unija provodi samostalnu politiku, što ne sprječava zemlje članice da primjenjuju svoju nadležnost niti politiku Unije pretvara samo u „nadopunu“ politike zemalja članica.
Humanitarna se pomoć do tada temeljila na članku 179. Ugovora o Europskoj zajednici (politika razvoja). Pripadala je portfelju povjerenika za razvoj, najprije Loiusa Michela, a zatim Karela de Guchta u vrijeme prve Barrosove komisije. Lisabonskim ugovorom humanitarna pomoć prvi je put uvedena kao samostalno načelo Ugovora o Europskoj uniji. 
U skladu s definicijom u članku 214., cilj djelovanja Europske unije u području humanitarne pomoći obuhvaća pružanje pomoći i potpore stanovnicima zemalja trećeg svijeta koji su žrtve katastrofa izazvanih prirodnim ili ljudskim čimbenicima. U članku 214. ponavljaju se i načela humanitarne pomoći, koja obuhvaćaju poštovanje međunarodnih zakona te načela čovječnosti, nepristranosti, neutralnosti i nediskriminacije.
Komisija je 2013. donijela novi zakon o Mehanizmu civilne zaštite Europske unije, koji omogućuje bolju koordinaciju i podršku radi povećanja učinkovitosti sustava prevencije, pripreme i odziva prilikom katastrofe. Tim je zakonom utemeljena dobrovoljna pričuva kapaciteta i materijala unaprijed namijenjenih kriznim situacijama, mreža obuke za davatelje prve pomoći te nov način upravljanja rizikom od katastrofa za 31 zemlju obuhvaćenu zakonom.
Lisabonski ugovor uveo je i Europski volonterski korpus za humanitarnu pomoć (članak 214. Ugovora o funkcioniranju Europske unije), koji građanima EU-a omogućuje izravno sudjelovanje u pružanju humanitarne pomoći.

## Humanitarni Volonteri EU-a
Europska komisija pokrenula je inicijativu za stvaranje više od 18 000 volonterskih mjesta diljem svijeta za građane koji žele sudjelovati u dodjeli humanitarne pomoći u razdoblju od 2014. do 2020. U okviru te inicijative volonteri prolaze zajednički program obuke u Europi prije nego što se pridruže provjerenim humanitarnim organizacijama. Za pet pokusnih projekata koji su 2012. godine obuhvaćali oko 150 volontera dogovorena je financijska podrška usmjerena na jačanje prilagodljivosti i mogućnosti civilne zaštite.
U veljači 2014. inicijativu je podržao Europski parlament. Volonterski rad obuhvaća pridruživanje nekoj humanitarnoj akciji u svijetu koju financira EU, rad u humanitarnim organizacijama unutar EU-a ili pružanje podrške radom od kuće putem interneta.
Nevladine organizacije koje sudjeluju u tom radu moraju proći provjeru kojom se utvrđuje njihova usklađenost sa standardima Europske unije za organiziranje volontera.

## Proračun
Proračun Odjela ECHO iznosio je 2013. godine je manje od 1% cjelokupnog proračuna Europske unije. Osim toga, Europska komisija koristila je pričuvu za hitne situacije da bi odgovarala na krize i iznenadne katastrofe. Proračun s pričuvnim fondovima iznosio je 2013. godine ukupno 1,35 milijardi eura. U području humanitarne pomoći više od 124 milijuna ljudi u 90 zemalja izvan Europske unije, od kojih je 39 bilo u kriznoj situaciji, primilo je pomoć od Odjela ECHO. U području civilne zaštite mehanizam civilne zaštite bio je 2013. pokrenut 36 puta zbog kriza unutar i izvan Europske unije.
Najveći dio sredstava izdvaja se za hranu i hranjive sastojke (40%). Druga glavna područja djelovanja obuhvaćaju zdravstvo (uključujući psihosocijalnu podršku) (13%), vode i odvodnju (13%), pružanje utočišta (19%) te zaštitu (7%). ECHO je 5,5% proračuna za 2013. godinu dodijelio području pripravnosti za katastrofu, manje nego 2012. godine. Za civilnu zaštitu izdvojeno je 2013. godine 2% proračuna.
Godine 2013. 40% proračuna potrošeno je za Afriku, 18% za Aziju, Latinsku Ameriku, Karibe i pacifičke zemlje, a 32% za Bliski istok i zemlje Mediterana.
Pomoć za razvoj dosegnula je svoj vrhunac 2010 godine. Zajedno s pomoći koju daju pojedine zemlje članice, Europska unija najveći je davatelj pomoći u svijetu. Od ukupno 9,8 milijardi eura humanitarne pomoći u 2010. godini, Europska unija isporučila je oko 41%.
Proračun usvojen za 2014. sadrži gotovo jednu milijardu eura u obvezama za humanitarnu pomoć i civilnu zaštitu.

## Strategija
ECHO ima mandat da spašava i čuva živote u izvanrednim situacijama i razdobljima neposredno nakon takvih situacija, bez obzira jesu li nastale prirodno il ih je uzrokovao čovjek. Slijedeći ta načela, Komisija svake godine priprema strateški dokument da bi učinkovito i na odgovarajući način koordinirala i organizirala aktivnosti, usvajajući nepristran pristup temeljen na potrebama.
ECHo je planirao svoju humanitarnu pomoć u 2013. godini usmjeriti na gotovo 90 zemalja. Zapadnoafrički pojas Sahel uključujući nastavak pomoći sukobu u Maliju (82 milijuna eura), Sudan i Južni Sudan (80 milijuna eura), Demokratsku Republiku Kongo (54 milijuna eura),Pakistan (42 milijuna eura) i Somaliju (40 milijuna eura) odredio je kao pet najvećih humanitarnih operacija. Nadalje, 40% humanitarne pomoći Odjela ECHO namijenjeno je Subsaharskoj Africi.
Pričuvni proračun utrošen je na rješavanje velikih humanitarnih kriza u Siriji, Maliju, Sahelu, Južnom Sudanu, Demokratskoj Republici Kongu, Mjanmaru (Burmi) te Filipini. ECHO financira i zaboravljene krize kao što su one u Bangladešu, Kolumbiji, Jemenu, Alžiru, Pakistanu i Mjanmaru (Burmi).

## Javno mnijenje
Posebna anketa Eurobarometra o humanitarnoj pomoći provedena 2012. godine otkrila je da građani Europske unije imaju veoma razvijen osjećaj solidarnosti prema žrtvama sukoba i prirodnih nepogoda izvan granica EU-a te da 9 od 10 građana smatra da je „važno da EU financira pružanje humanitarne pomoći izvan svojih granica“, dok 8 od 10 građana vjeruje da je „koordinirano djelovanje EU-a s ciljem civilne zaštite djelotvornije nego djelovanje pojedinačnih zemalja“.